# Começar de Novo (canção)
Começar de Novo é uma canção escrita por Ivan Lins e Vítor Martins, especialmente para o seriado Malu Mulher, que foi exibido em 1979 pela Rede Globo. A interpretação mais conhecida é da cantora Simone, que foi escolhida no lugar de Maria Bethania, cogitada também para a interpretação, mas que recusou. O primeiro registro fonográfico da canção foi gravado no disco Pedaços (1979). O produtor musical norte-americano Quincy Jones figura entre os admiradores desta interpretação da cantora.
O seriado era protagonizado por Regina Duarte, Dênis Carvalho e Narjara Turetta; abordava assuntos polêmicos da época, como o aborto, pílula anticoncepcional, violência doméstica, emprego feminino, divórcio. Ambos, a música-tema e o seriado, foram um grande sucesso da época e se tornaram um marco na história da MPB e da televisão brasileira: Malu Mulher foi, ao mesmo tempo, o mais polêmico e o mais bem-sucedido em termos de audiência dos seriados que compunham as Séries Brasileiras' . O seriado contribuiu também para ampliar a discussão pública sobre a autonomia feminina e os valores da família frente à emancipação da mulher.
A trilha sonora do seriado foi produzida por Guto Graça Mello e o arranjo da canção é de Gilson Peranzzetta. As 11 faixas apresentam apenas intérpretes femininas. Entre elas, Elis Regina (O Bêbado e a Equilibrista, de Aldir Blanc e João Bosco), Maria Bethânia (Álibi, de Djavan), Gal Costa (Paula e Bebeto, de Milton Nascimento e Caetano Veloso) e Rita Lee (Mania de Você, de Rita Lee e Roberto de Carvalho).
Começar de Novo foi gravada também por Jane Monheit, Barbara Streisand e Sarah Vaughan.
A atriz Susana Vieira a regravou em 2010 para seu álbum de estréia Brasil Encena.